# Contraguarda

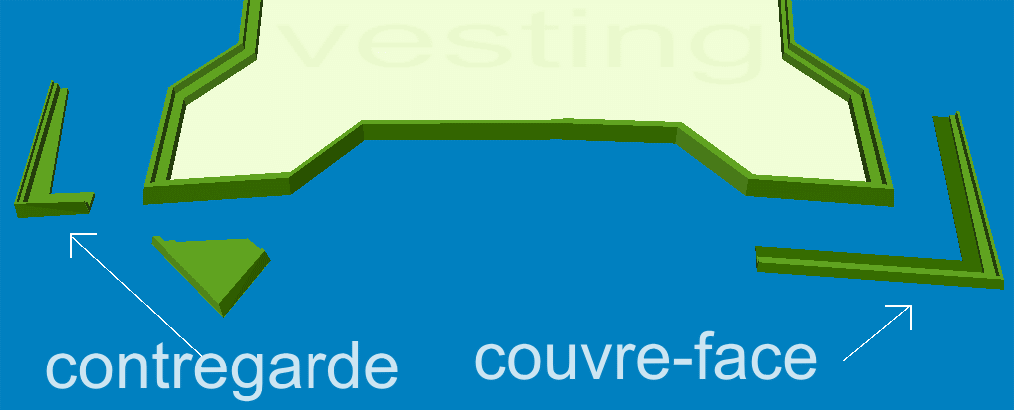
Esquema de uma contraguarda e de um cobre-face.

A contraguarda é, em arquitetura militar, uma obra exterior de uma fortificação abaluartada, destinada a cobrir um baluarte ou um revelim. Localiza-se no fosso à frente do baluarte ou revelim e composta por duas faces longas, com flancos muito estreitos. Ocasionalmente a contraguarda é também designada "cobre-face". Noutros casos, a designação "cobre-face" refere-se apenas às obras em que as duas faces estão unidas.
Destina-se a cobrir o baluarte ou revelim contra o fogo direto dos sitiantes e a servir de abrigo às tropas de guarnição em caso de lançamento de um contra-ataque. A contraguarda tem funções muito semelhantes à da meia-lua, mas é maior e cobre o baluarte de uma forma mais abrangente.